# Butilino (candidato)
Butilino (em latim: Butilinus) foi um bizantino do século VI, ativo durante o reinado do imperador Heráclio (r. 610–641). Era um candidato e vivia nas imediações de Constantinopla. Em data desconhecida destratou uma viúva acerca duma litígio de fronteira e matou seu filho, o que levou Heráclio a executá-lo.